# Malin Crépin

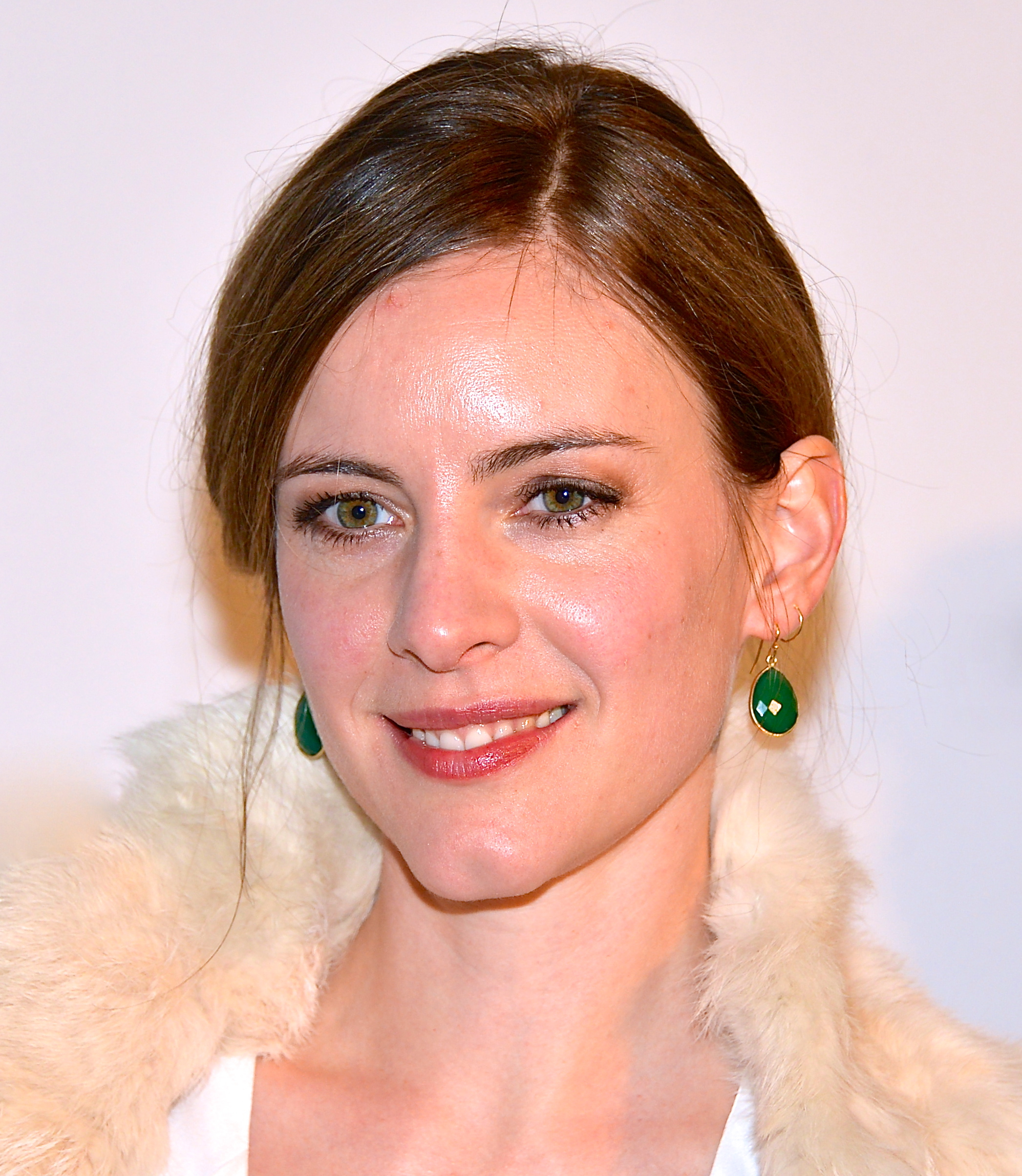
Malin Crépin

Malin Crépin (* 22. August 1978 in Stockholm als Anna Malin Fredrika Thomasdotter Crépin) ist eine schwedische Schauspielerin. Sie spielte in mehreren Kinofilmen. Bekannt wurde sie vor allem durch ihre Rolle in der schwedischen Film-Reihe Ein Fall für Annika Bengtzon.

## Leben und Karriere
Von 1998 bis 2002 erhielt Crépin ihre Ausbildung an der Theaterakademie in Malmö. Seither war sie sowohl im Stockholmer Stadttheater als auch am schwedischen Nationaltheater in Stockholm aktiv. Dort sah man sie 2006 in Rollen wie in Lars Noréns Terminal 3 och Terminal 7 oder in Henrik Ibsens Klein Eyolf. Ein Jahr später spielte sie auch in Stücken von Jean Genet.
Malin Crépin hat auch in Filmen und in Fernsehserien gespielt. Crépin verkörperte 2012 die Hauptrolle der Journalistin Annika Bengtzon in mehreren Verfilmungen nach Büchern der schwedischen Romanautorin Liza Marklund mit dem Serientitel Ein Fall für Annika Bengtzon.
Malin Crépin ist mit Markus Sundström (* 1971), Fotograf und Gründer der Werbeagentur Bläck & Co, verheiratet. Das Paar hat zwei Töchter.

## Auszeichnungen
- 2008: Rising Star Award als bester Newcomer des Jahres beim Stockholm International Film Festival
- 2010: Nominierung für den Guldbagge als Beste Hauptdarstellerin in dem Film I skuggan av värmen

## Filmografie (Auswahl)

### Kino
- 2003: Miffo
- 2009: I skuggan av värmen
- 2010: Cornelis
- 2011: Oslo, 31. August (Oslo, 31. august)
- 2016: Das Mädchen aus dem Norden (Sameblod)
- 2022: Demonic Activity - Haus der Dämonen (Don’t Look at the Demon)

### Fernsehen
- 2005: Lasermannen (Fernsehminiserie)
- 2007: Upp till kamp (Fernsehminiserie)
- 2010: Kommissar Winter – Der letzte Winter (Kommissarie Winter – Den sista vinter, Fernsehserie, 2 Episoden)
- 2012–2014: Ein Fall für Annika Bengtzon (Annika Bengtzon, Fernsehreihe)
  - 2012: Nobels Testament (Nobels testamente)
  - 2014: Prime Time (Prime Time)
  - 2014: Studio 6 (Studio Sex)
  - 2014: Der rote Wolf (Den röda vargen)
  - 2014: Lebenslänglich (Livstid)
  - 2014: Kalter Süden (En plats i solen)
- 2017: Der Kommissar und das Meer: Der wilde Jack (Fernsehreihe)
- 2019: Dröm (Fernsehserie, 5 Episoden)
- 2020: Wenn die Stille einkehrt (Når støvet har lagt sig, Fernsehserie, 10 Episoden)
- 2020–2022: Mord im Mittsommer (Morden i Sandhamn, Fernsehserie, 8 Episoden)
- 2021: Max Anger – With One Eye Open (Fernsehserie, 8 Episoden)
- 2022: Kommissar Bäckström (Bäckström, Fernsehserie, 3 Episoden)
- 2025: Trolösa (Fernsehminiserie, 2 Episoden)
- 2025: Stenbeck (Fernsehserie, 4 Episoden)

### Kurzfilm
- 2011: Människor helt utan betydelse
- 2012: Kiruna-Kigali
- 2014: Lulu
- 2015: Nylon
- 2020: Dumstruten